# 桐生卓也
桐生 卓也（きりゅう たくや、1983年3月9日 - ）は、福島県石川郡出身の元競輪選手。日本競輪学校第89期生。弟は競艇選手の桐生順平。師匠は添田広福（49期）。

## 来歴
学法石川高校出身。競輪学校時代の競走成績は54位（5勝）。
2004年7月9日、立川競輪場でデビューし6着。初勝利は同年7月11日の同場。
2007年に函館競輪場で行われたふるさとダービーに出場。
2012年4月に前橋競輪場で落車。その後は落車の後遺症を抱えたまま競走に挑んでいた。
2014年2月6日、選手登録削除。当時の級班はA級1班だった。通算成績は709戦179勝。優勝12回。

## 関連記事
- 兄弟スポーツ選手一覧